# Björn Gidstam
Björn Roland Ivar Gidstam, född 21 maj 1938 i Nybro, är en svensk målare, tecknare, grafiker och författare. Han studerade vid Konstfack HKS 1956–1961. Han är sedan 1979 bosatt i Urshult, Småland. 
Förutom för sina teckningar i svartvitt är Björn Gidstam känd som en mångsidig, traditionell målare i olja och akvarell med klassiska motiv som landskap, människor och natur. Hans målningar kännetecknas av en anspråkslös kärleksfullhet där stämningar, atmosfär och ljus utgör bildens komponenter i ett måleri som ofta befinner sig i gränslandet mellan dröm och verklighet, mellan romantik och realism. Han har också ägnat sig åt offentligt porträttmåleri.
Gidstam porträtteras i dokumentären Björn Gidstam: en känd doldis från 2020 av journalisten Jan-Eric Lundberg, för Sveriges Television.

## Illustrationsuppdrag i urval
- Lars Forssell: Den enda stunden (antologi), 1962
- Sven Rosendahl: Av hav är du kommen, 1962
- Ulf Tengbom: Stockholmspromenader, 1965
- Birger Christofferson: Silversköldarnas återtåg, 1976
- Bo Ancker: Mormors porter, 1977
- Lars-Olof Larsson: Dackeland, 1979
- Sven Edvin Salje: Hantverkaregatan, 1980
- Bertil Wahlin: Dagbok från naturen, 1994
- Peter Nilson: Den gamla byn, 1997

Frilanstecknare i Stockholms-Tidningen 1959–1962, samt i flera andra tidningar under följande decennier.

## Priser och utmärkelser
- 1977 – Kalmar landstings kulturpris
- 1979 – Nybro kommuns kulturpris
- 1979 – Norstedts jubileumsfond
- 1984 – Hyltén-Cavalliusmedaljen i silver
- 1993 – LRF:s Kulturpris
- 1993 – Linnépriset
- 2016 – Kulturhammaren

## Representation i urval
- Nationalmuseum
- Moderna Museet
- Kalmar konstmuseum